# Orden Virtuti Militari
La Orden del Valor Militar (polaco: Order Wojskowy Virtuti Militari, más conocida por Virtuti Militari) es una distinción polaca, creada el 22 de junio de 1792 por el rey de Polonia Estanislao II Poniatowski y otorgada por acciones de extraordinario valor en las cuales corría en riesgo sus vidas en el campo de batalla.
El 3 de mayo, fiesta nacional de Polonia, es también el día de Virtuti Militari.
Es la recompensa al Valor en Guerra principal en Polonia, y es equivalente a la Cruz Victoria de Gran Bretaña o a la Medalla de Honor en el Congreso de los Estados Unidos.
Se trata de la más alta condecoración militar de Polonia. Se puede conseguir solo por la exposición directa de la vida en el campo de batalla.

## Clases
Se otorga en 5 clases:
1. Gran Cruz con Estrella: Para el comandante a la cabeza que haya ganado una guerra, o para comandantes de ejércitos que hayan conseguido la victoria en diversas campañas de guerra.
2. Cruz de comandante: Para comandantes de ejército o frente (bajo circunstancias especiales, también comandantes de grupo, división o brigada) por la valentía durante una acción o por influencia importante en la guerra o para otros oficiales que hayan contribuido en la victoria. La insignia se usa colgada en el cuello.
3. Cruz de Caballero: Para comandantes de unidades de la medida de un ejército, por su liderazgo, valentía e iniciativa destacada. Alternativamente para oficiales de espaldarazo por su cooperación con sus comandantes, para llegar a la victoria final de una batalla o en la guerra.
4. Cruz de Oro: Para oficiales o tropa, previamente condecorados con la Cruz de Plata, que hayan conseguido un éxito considerable en el campo de batalla gracias a su valentía personal o la sobresaliente dirección de una división o una unidad menor.
5. Cruz de Plata: Para oficiales que hayan realizado una valerosa comandancia de sus tropas, o para las tropas que hayan influenciado a sus camaradas por su valentía, la cual ha contribuido a la victoria final en batalla. También puede ser otorgada a civiles y unidades militares.

## Beneficios
Recibir esta distinción no sólo otorga al que lo recibe honor, sino también muchos beneficios como servicio sanitario gratuito y descuentos al transporte público. El Estado está obligado a proporcionarle un trabajo para que el receptor pueda vivir decentemente. Los hijos reciben puntos adicionales en las escuelas públicas y en las universidades. En caso de quedar inválidos, el Estado debe proveerlos de dinero, comida y ropa por el resto de sus vidas.